# Texet TX 8000
Texet TX 8000 (TX 8000) је кућни рачунар, производ фирме Texet који је почео да се израђује у Хонгконгу током 1984. године.
Користио је Zilog Z80 A као централни микропроцесор а RAM меморија рачунара TX 8000 је имала капацитет од 2 KB. 

## Детаљни подаци
Детаљнији подаци о рачунару TX 8000 су дати у табели испод.
|                       |                                                    |
| [ 1 ]                 |                                                    |
| Произвођач            |                                                    |
| Тип                   | кућни рачунар                                      |
| Меморија              | 2 KB                                               |
| Поријекло             | Хонгконг                                           |
| Година                | 1984                                               |
| Тастатура             | QWERTY, 45 гумених тастера                         |
| Процесор              |                                                    |
| Фреквенција процесора | 3,58                                               |
| RAM                   | 2 KB                                               |
| ROM                   | 16 KB                                              |
| Текст                 | 32 x 16, 8 боја (мод 0)                            |
| Графика               | 128 x 64, 4 боје (мод 1)                           |
| Боја                  | 8                                                  |
| Звук                  | 1 глас, 3 октава                                   |
| Димензије             | 29 (ширина) x 17 (дубина) x 4 (висина) / 800 грама |
| Портови               |                                                    |
| Оперативни систем     |                                                    |